# Оссельман, Райнер
Райнер Оссельман (нем. Rainer Osselmann; 25 июля 1960, Дуйсбург — 23 апреля 2023, Амтцелль) — немецкий ватерполист, бронзовый призёр летних Олимпийских игр 1984 года. Играл также на летних Олимпийских игр 1988 года, где сборная ФРГ заняла 4-е место.

## Биография
Родился в городе Дуйсбурге. Его отец, Фридхельм Оссельман, играл в водное поло за Объединенную германскую команду на летних Олимпийских игр 1956 года и летних Олимпийских игр 1960 года, а мать, Биргит Кломп, участвовала в соревнованиях по плаванию на летних Олимпийских играх 1956 года.
Скончался 23 апреля 2023 года после продолжительной тяжёлой болезни в Амтцелле в возрасте 62 лет.